# Мукдахан (град)
Мукдахан (на тайски: มุกดาหาร) е столицата на провинция Мукдахан в Тайланд, която през 1982 г. става 73-тата провинция на Тайланд. Населението на общинския район към 2010 г. е 180 600 души. Намира се на 645 км североизточно от Банкок. 